# Tamba nigrilinea
Tamba nigrilinea là một loài bướm đêm trong họ Noctuidae.